# Гранд Ривер (Ајова)
Гранд Ривер (енгл. Grand River) град је у америчкој савезној држави Ајова. По попису становништва из 2010. у њему је живело 236 становника.

## Демографија
Према попису становништва из 2010. у граду је живело 236 становника, што је 11 (4,9%) становника више него 2000. године.
| Група             | 2000.       | 2010.       |
| Белци             | 220 (97,8%) | 223 (94,5%) |
| Афроамериканци    | 0 (0,0%)    | 0 (0,0%)    |
| Азијати           | 0 (0,0%)    | 0 (0,0%)    |
| Хиспаноамериканци | 1 (0,4%)    | 8 (3,4%)    |
| Укупно            | 225         | 236         |